# إقليم خنيفرة
إقليم خنيفرة هو أحد الأقاليم المغربية ويقع في الأطلس المتوسط. مساحته إلى 12320كيلومتر مربع ويبلغ عدد سكانه 511538 بكثافة سكانية تقارب المعدل الوطني 42.45 نسمة في الكيلموتر الواحد حسب الإحصائيات الرسمية لسنة 2004، يتوزعون إلى 250000 كساكنة قروية و281000حضريون. يتكون إقليم خنيفرة من جماعتين حضريتين (خنيفرة ومريرت ). و35 جماعة قروية. ينتمي الإقليم إلى جهة بني ملال خنيفرة لإقليم خنيفرة حدود مع أقاليم بني ملال، الخميسات، افران، بولمان، ميدلت، خربيكة.

## التقسيم الإداري
ينقسم إقليم خنيفرة إلى مدينتين (بلديتين) و19 جماعة قروية:

### المراكز المدنية
1. مريرت
2. خنيفرة

### الجماعات القروية
1. آيت سعدلي
2. القباب
3. كروشن
4. واو مانة
5. سيدي يحيى أو ساعد
6. تيغسالين
7. أكلمام أزكزا
8. البرج
9. لهري
10. موحى أوحمو الزياني
11. سيدي عمار
12. سيدي لامين
13. أكلموس
14. الحمام
15. أحد بوحسوسن
16. مولاي بوعزة
17. أم ربيع
18. سبت آيت رحو
19. سيدي حسين